# Therme Bukarest
Koordinaten: 44° 36′ 17″ N, 26° 5′ 9″ O
Therme Bukarest ist ein Thermalbad in Balotești der Nähe von Bukarest. Sie wurde ab 2013 von der A-Heat Group AG erbaut, die bei der Planung auf die Wund Gruppe zurückgriff und im Januar 2016 eröffnet. Mit einer Gesamtfläche über 250.0000 Quadratmetern und einem Innenbereich von rund 37.000 Quadratmetern ist die Anlage eines der größten Thermalbäder Europas. Sie ist heute Teil der Therme Group.

## Thermenbereiche
Therme Bukarest ist in mehrere Bereiche unterteilt, die jeweils unterschiedliche Erlebnisse bieten:

### Galaxy
Dieser Bereich ist besonders familienfreundlich und bietet zahlreiche Wasserrutschen, ein Wellenbad und ein Kinderbecken. Hier finden auch verschiedene Veranstaltungen und Animationen statt.

### The Palm
Dieser Bereich ist auf Entspannung und Erholung ausgerichtet. Er verfügt über Thermalbecken mit unterschiedlichen Temperaturen, Whirlpools und eine Poolbar. Die Umgebung ist mit echten Palmen und exotischen Pflanzen gestaltet.

### Elysium
Dieser exklusive Bereich bietet luxuriöse Spa- und Wellness-Dienstleistungen, darunter verschiedene Saunen, Dampfbäder und Massageangebote. Hier können Besucher in einer ruhigen und eleganten Atmosphäre entspannen.

## Technik
Das Wasser in der Therme Bukarest stammt aus einer Thermalquelle in einer Tiefe von über 3000 Metern. Es ist reich an Mineralien und hat eine konstante Temperatur von etwa 33 Grad Celsius. Die Anlage legt großen Wert auf Nachhaltigkeit und Umweltschutz. Es werden moderne Technologien zur Wasseraufbereitung und Energieeinsparung eingesetzt, um den ökologischen Fußabdruck zu minimieren.

## Verkehrsanbindung
Die Therme Bukarest liegt nördlich von Bukarest und an der Nationalstraße 1. Darüber hinaus wird die Therme durch den Linienbus R442 angefahren und ist durch einen Shuttlebus von Bukarest aus erreichbar.